# Verordnung über die geografischen Namen
Die Verordnung über die geografischen Namen (GeoNV) regelt die Anforderungen und die Verfahren der Lokalnamen (geografische Namen der Landesvermessung und der amtlichen Vermessung) sowie die Namen von politischen Gemeinden, Ortschaften, Strassen und Stationen des öffentlichen Verkehrs in der Schweiz. Die GeoNV ist eine von mehreren Ausführungsverordnungen zum Bundesgesetz über Geoinformation. Sie ersetzt und erweitert die Verordnung vom 30. Dezember 1970 über Orts-, Gemeinde- und Stationsnamen.